# Neomaso fagicola
Neomaso fagicola là một loài nhện trong họ Linyphiidae.
Loài này thuộc chi Neomaso. Neomaso fagicola được Alfred Frank Millidge miêu tả năm 1985.